# NGC 5267
NGC 5267 is een balkspiraalstelsel in het sterrenbeeld Jachthonden. Het hemelobject werd op 28 april 1827 ontdekt door de Britse astronoom John Herschel.

## Synoniemen
- UGC 8655
- MCG 7-28-49
- ZWG 218.36
- PGC 48393